# ウドムルト自治ソビエト社会主義共和国

ウドムルト自治ソビエト社会主義共和国
Удмуртская Автономная Советская Социалистическая Республика
Удмурт Автономной Совет Социалист Республика

ウドムルト共和国の位置。現在と変わりはない。

ウドムルト自治ソビエト社会主義共和国（ウドムルトじちソビエトしゃかいしゅぎきょうわこく、ロシア語: Удмуртская Автономная Советская Социалистическая Республика、ウドムルト語: Удмурт Автономной Совет Социалист Республика）またはウドムルトASSRはソビエト連邦の自治共和国。名称はウドムルト人に因んで名づけられた。1920年11月4日にヴォート自治州として生まれ、1932年にウドムルト自治州に改名、1934年12月に自治共和国に昇格したが、1936年までソビエトロシアのフルメンバーではなかった。
1937年、ウドムルト政府が作られ、ウドムルトASSRソビエト最高会議が権力を手に入れた。ウドムルト最高会議は1990年の10月20日に独立を宣言し、1991年10月11日ウドムルトASSRはウドムルト共和国に変化し現在まで続いている
。

## 歴史
1917年10月27日、ボルシェビキはイジェフスクを占領し、地方政府を設置した。最初の議会は1918年の6月にソビエト・ロシアへの参加を決定した。1919年4月、ウドムルトはアレクサンドル・コルチャークの軍に奪取され、1919年の6月に赤軍はコルチャークを排除し再びウドムルトを占領した。1920年には中央行政委員会とソビエト・ロシアの人民委員会議会がヴォート自治州を設置し、1921年に自治区として最初の地方共産党会議が布告された。1932年ヴォート自治州はウドムルト自治州に改名された
。
1929年から1940年にかけての五カ年計画の下で、ウドムルトは工業化された。1940年までに文学と専門芸術が育てられ、教育と科学施設が設立された。1937年に第2議会がウドムルト政府を正式に承認した。
第2次大戦の間、ウドムルトの労働者は赤軍のための兵器を生産し、ウドムルトは1100万挺の小銃やカービン銃を生産し、ドイツの工業的生産力を凌駕した。工場はウクライナからウドムルトに疎開させられ、これによってロシア人の人口比率が増加し経済成長が刺激された。
1969年にはウドムルトは域内中に製油所を設立した。